# Chinese kampioenschappen schaatsen allround
De Chinese kampioenschappen schaatsen allround is vanaf 2004 een jaarlijks gehouden schaatstoernooi.

## Mannen
| Seizoen   | Plaats    | Datum          | Goud ·           | Zilver ·        | Brons ·              |
| --------- | --------- | -------------- | ---------------- | --------------- | -------------------- |
| 1963/64   | Heihe     | 08/09-03-1964  | Wang Jinyu       | Luo Zhihuan     | Yang Shaohua         |
| 2003-2004 | Harbin    | 26/27-02-2004  | Gao Xuefeng      | Li Changyu      | Ma Yongbin           |
| 2004-2005 | Harbin    | 30/31-12-2004  | Gao Xuefeng      | Li Changyu      | Ma Yongbin           |
| 2005-2006 | Harbin    | 14/15-01-2006  | Jin Xin          | Chang Rui       | Zheng Jinze          |
| 2006-2007 | Harbin    | 10/11-02-2007  | Jin Xin          | Cheng Ye        | Jen Zhi              |
| 2007-2008 | Changchun | 06/07-12-2007  | Jin Xin          | Jiang Nannan    | Zheng Jinze          |
| 2008-2009 | Changchun | 29/30-12-2008  | Sun Longjiang    | Jiang Nannan    | Zhou Yuqing          |
| 2009-2010 | Shenyang  | 28/29-11-2009  | Li Bailin        | Liu Yan         | Ren Zhenhua          |
| 2010-2011 | Ürümqi    | 10/11-01-2011  | Sun Longjiang    | Bao Erjiang     | Zhang Haiming        |
| 2011-2012 | Changchun | 24/25-11-2011  | Li Bailin        | Song Xingyu     | Liu Yan              |
| 2012-2013 | Changchun | 20/21-12-2012  | Sun Longjiang    | Li Bailin       | Tan Guojun           |
| 2013-2014 | Harbin    | 19/20-12-2013  | Liu Yiming       | Yang Fan        | Sun Longjiang        |
| 2014/15   | Changchun | 18, 19-12-2014 | Sun Longjiang    | Zhang Haiming   | Zhu Jiafan (94)      |
| 2015/16   | Harbin    | 17, 18-03-2016 | Alemasi Kahanbai | Zhu Jiafan (93) | Wu Yu                |
| 2016/17   | Harbin    | 19, 20-01-2017 | Chen Hanyeng     | Wang Shiwei     | Dasituer Tuersanghan |
| 2017/18   | Xinjiang  | 15, 16-03-2018 | Alemasi Kahanbai | Wu Yu           | Rehati Baoerjiang    |
| 2018/19   | Harbin    | 3, 4-01-2019   | Alemasi Kahanbai | Zhu Jiafan (93) | Zhou Bin             |

## Vrouwen
| Seizoen   | Plaats    | Datum          | Goud ·       | Zilver ·      | Brons ·       |
| --------- | --------- | -------------- | ------------ | ------------- | ------------- |
| 1963-1964 | Heihe     | 08/09-03-1964  | Wang Shuyuan | Yin Shengtu   | Chiang Shulan |
| 2003-2004 | Harbin    | 26/27-02-2004  | Wang Fei     | Ji Jia        | Gao Yang      |
| 2004-2005 | Harbin    | 30/31-12-2004  | Wang Fei     | Ji Jia        | Gao Yang      |
| 2005-2006 | Harbin    | 14/15-01-2006  | Wang Fei     | Ji Jia        | Zhang Xiaolei |
| 2006-2007 | Harbin    | 10/11-02-2007  | Ji Jia       | Gao Yang      | Zhang Xiaolei |
| 2007-2008 | Changchun | 06/07-12-2007  | Gao Yang     | Fu Chunyan    | Zhang Xiaolei |
| 2008-2009 | Changchun | 29/30-12-2008  | Wang Fei     | Ji Jia        | Zhang Xiaolei |
| 2009-2010 | Shenyang  | 28/29-11-2009  | Wang Jianlu  | Chang Chao    | Zhang Xiaolei |
| 2010-2011 | Ürümqi    | 10/11-01-2011  | Wang Fei     | Dong Feifei   | Fu Chunyan    |
| 2011-2012 | Changchun | 24/25-11-2011  | Fu Chunyan   | Chang Chao    | Hao Jiachen   |
| 2012-2013 | Changchun | 20/21-12-2012  | Zhang Hong   | Zhao Xin      | Liu Jing      |
| 2013-2014 | Harbin    | 19/20-12-2013  | Zhao Xin     | Liu Jing      | Ji Jia        |
| 2014/15   | Changchun | 18, 19-12-2014 | Liu Jing     | Zhao Xin      | Liu Yichi     |
| 2015/16   | Harbin    | 17, 18-03-2016 | Tian Ruining | Guo Dan       | Wu Dan        |
| 2016/17   | Harbin    | 19, 20-01-2017 | Li Dan       | Guo Dan       | Wu Dan        |
| 2017/18   | Xinjiang  | 15, 16-03-2018 | Han Mei      | Xi Dongxue    | Ma Yuhan      |
| 2018/19   | Harbin    | 3, 4-01-2019   | Han Mei      | Adake Ahenaer | Xi Dongxue    |

 Argentinië · 
 België · 
 Bohemen · 
 Canada · 
 China · 
 DDR · 
 Duitsland (mannen) - (vrouwen) · 
 Estland · 
 Finland · 
 Frankrijk · 
 Hongarije · 
 IJsland · 
 Italië · 
 Japan · 
 Kazachstan · 
 Mongolië · 
 Nederland (mannen) - (vrouwen) · 
 Nieuw-Zeeland ·
 Noorwegen (mannen) - (vrouwen) · 
 Oekraïne · 
 Oostenrijk · 
 Polen · 
 Roemenië · 
 Rusland · 
 Tsjechië · 
 Verenigde Staten · 
 Wit-Rusland · 
 Zuid-Korea · 
 Zweden · 
 Zwitserland